# Karl Reschke (Mediziner)
Karl Paul Reschke (* 23. Dezember 1886 in Elberfeld; † 20. Februar 1941 in Greifswald) war ein deutscher Chirurg und Hochschullehrer.

## Leben
Karl Reschke studierte Klassische Philologie und Medizin an der Friedrich-Wilhelms-Universität zu Berlin. Dort wurde er 1913 zum Dr. med. promoviert. Danach war er bis 1918 Assistenzarzt an der Charité in Berlin. 1914/15 diente er als Unterarzt in einem Lazarett. Ab 1918 war er Assistenzarzt an der Chirurgischen Universitätsklinik Greifswald. Er habilitierte sich dort 1921 und wurde vier Jahre später zum a.o. Professor ernannt. Von 1932 bis 1935 war Reschke ärztlicher Direktor und Chefarzt der Chirurgischen Abteilung am Diakonissen-Krankenhaus Bethanien (Berlin). Als solcher beteiligte er sich auch als Mitarbeiter am Lexikon der gesamten Therapie. 1935 folgte er dem Ruf der Ernst-Moritz-Arndt-Universität Greifswald auf ihren Lehrstuhl für Chirurgie. Für die drei akademischen Jahre von 1936 bis 1939 wurde er zum Rektor der Universität ernannt. Während des Zweiten Weltkrieges war er Oberstabsarzt im Wehrbezirkskommando Greifswald.
Reschke hatte sich in der Weimarer Republik der Deutschnationalen Volkspartei und dem Stahlhelm, Bund der Frontsoldaten angeschlossen. 1933 trat er in die Nationalsozialistische Deutsche Arbeiterpartei (Mitgliedsnummer 2.649.907). Seit 1934 Mitglied der Schutzstaffel (SS-Nr. 251.016), wurde er SS-Obersturmführer. Bis zu seinem Tod im Februar 1941 war er Dozentenbundführer der Universität Greifswald und Gaudozentenbundführer von Pommern.
Reschke war verheiratet mit Klara Busse und hatte sechs Kinder. Er war Mitglied des Greifswalder Vereins im Verband der Vereine Deutscher Studenten.

## Werke
- Chirurgische Indikationen für Ärzte und Studierende. Berlin 1932.